# Aphaenogaster beesoni
Aphaenogaster beesoni är en myrart som beskrevs av Horace Donisthorpe 1933. Aphaenogaster beesoni ingår i släktet Aphaenogaster och familjen myror. Inga underarter finns listade i Catalogue of Life.